# 高木健太
高木 健太（たかぎ けんた、1986年5月11日 - ）は、日本の男性総合格闘家。埼玉県さいたま市出身。PUREBRED川口REDIPS所属。元HEATウェルター級王者。
キックボクサーの亮AKBは実弟。

## 来歴
2004年レスリング国体フリースタイル66kg級準優勝、2006年全日本サンボ選手権エスポワール74kg級優勝などの実績を持つ。
2007年9月23日、第14回全日本アマチュア修斗選手権大会・ミドル級（-76kg）に出場。1・2回戦を勝ち抜き準決勝で佐藤洋一郎と対戦予定であったが、会場外でのアップを行ったため大会規定違反による失格となった。3位となったが、プロ昇格を決めた。
2007年12月2日、DEEP X 02で開催されたグラップリングルールのDEEP X リアルキングトーナメント76kg以下級に出場。準決勝で山田崇太郎にアームロックで一本負けを喫した。
2008年10月3日、キックボクシング初挑戦となったJ-NETWORKで元プロボクシング日本ミドル級王者鈴木悟と対戦し、右フックでKO勝ち。
2010年4月11日、CAGE FORCEで村山暁洋と対戦し、開始48秒右肘打ちで失神KO勝ちを収めた。
2010年8月22日、SRC初出場となったSRC14のウェルター級グランプリシリーズ1回戦でYasubei榎本と対戦し、ブルドッグチョークで一本負けを喫した。
2010年11月28日、CAGE FORCEで佐藤洋一郎と対戦し、開始42秒スタンドでの右肘打ちで左目尻をカットさせ、ドクターストップによるTKO勝ちを収めた。
2013年3月16日、修斗で佐藤洋一郎と再戦し、1-2の判定負けを喫しリベンジを許した。
2014年6月8日、HEAT 32でのHEAT総合ルールウェルター級王座決定戦で3度目の対戦となる佐藤洋一郎と対戦し、TKO勝ちを収め王座獲得に成功した。
2014年12月23日、REAL 1でのREAL FCウェルター級タイトルマッチで王者のマルコス・ヨシオ・ソウザと対戦し、腕ひしぎ十字固めで一本負けを喫し王座獲得に失敗した。
2015年3月22日、HEAT 35でのHEAT総合ルールウェルター級タイトルマッチでネルソン・カルヴァロと対戦し、TKO負けを喫し王座陥落した。
2015年8月9日、PANCRASE 269で佐藤天と対戦し、KO勝ち。
2017年8月20日、PANCRASE 289で佐藤天と対戦し、TKO負けでリベンジを許した。
2019年6月30日、PANCRASE 306のウェルター級キング・オブ・パンクラス暫定王座決定戦で手塚裕之と対戦し、リアネイキドチョークで一本負けを喫し王座獲得に失敗した。

## 戦績

### プロ総合格闘技
| 総合格闘技 戦績 | 総合格闘技 戦績 | 総合格闘技 戦績 | 総合格闘技 戦績 | 総合格闘技 戦績 | 総合格闘技 戦績 | 総合格闘技 戦績 |
| --------------- | --------------- | --------------- | --------------- | --------------- | --------------- | --------------- |
| 37 試合         | (T)KO           | 一本            | 判定            | その他          | 引き分け        | 無効試合        |
| 16 勝           | 14              | 0               | 2               | 0               | 0               | 1               |
| 20 敗           | 5               | 7               | 8               | 0               | 0               | 1               |

| 勝敗 | 対戦相手                 | 試合結果                                | 大会名                                                              | 開催年月日     |
| ×    | 木下憂朔                 | 1R 1:39 ギロチンチョーク                | PANCRASE 323                                                        | 2021年9月12日  |
| ×    | 菊入正行                 | 5分3R終了 判定0-3                       | PANCRASE 318 -Beyond317-                                            | 2020年9月27日  |
| ×    | アレキサンダー・ラカス   | 2R 2:02 リアネイキドチョーク            | PANCRASE 309                                                        | 2019年10月20日 |
| ×    | 手塚裕之                 | 1R 3:36 リアネイキドチョーク            | PANCRASE 306 【ウェルター級キング・オブ・パンクラス暫定王座決定戦】 | 2019年6月30日  |
| ○    | 丸山数馬                 | 1R 1:31 KO（左フック）                  | PANCRASE 304                                                        | 2019年4月14日  |
| ×    | 中村邦夫                 | 1R 0:07 TKO（パウンド）                 | PANCRASE 296                                                        | 2018年5月20日  |
| ○    | 奈良貴明                 | 5分2R終了 判定2-1                       | PANCRASE 291                                                        | 2017年11月12日 |
| ×    | 佐藤天                   | 1R 3:57 TKO（パウンド）                 | PANCRASE 289                                                        | 2017年8月20日  |
| ×    | ペ・ミョンホ             | 1R 3:04 アームバー                      | AFC 03                                                              | 2017年4月29日  |
| ×    | 阿部大治                 | 5分3R終了 判定0-3                       | PANCRASE 282                                                        | 2016年11月13日 |
| ○    | 手塚裕之                 | 2R 0:25 TKO（ドクターストップ：カット） | PANCRASE 279                                                        | 2016年7月24日  |
| ×    | ソン・ケナン             | 1R KO                                   | Superstar Fight 2: China vs. Japan                                  | 2016年4月16日  |
| ×    | ビスラン・エトレシェフ   | 2R 3:40 チョークスリーパー              | PANCRASE 275                                                        | 2016年1月31日  |
| ○    | 佐藤天                   | 1R 2:27 KO（右ストレート）              | PANCRASE 269                                                        | 2015年8月9日   |
| ○    | 窪田幸生                 | 2R 1:55 TKO（パウンド）                 | PANCRASE 267                                                        | 2015年5月31日  |
| ×    | ネルソン・カルヴァロ     | 1R 4:11 TKO（パウンド）                 | HEAT 35 【HEAT総合ルール ウェルター級タイトルマッチ】               | 2015年3月22日  |
| ×    | マルコス・ヨシオ・ソウザ | 1R 3:39 腕ひしぎ十字固め                | REAL 1 【REAL FCウェルター級タイトルマッチ】                        | 2014年12月23日 |
| ○    | KEI山宮                  | 2R 0:37 KO（右フック）                  | PANCRASE 261                                                        | 2014年10月5日  |
| ○    | 佐藤洋一郎               | 1R 4:59 TKO（右フック）                 | HEAT 32 【HEAT総合ルール ウェルター級王座決定戦】                   | 2014年6月8日   |
| ×    | レッツ豪太               | 3分3R終了 判定0-3                       | PANCRASE 258                                                        | 2014年5月11日  |
| ○    | ジョシュア・ロビソン     | 1R 1:16 KO（スタンドパンチ）            | Bayside FIGHT.2                                                     | 2013年12月31日 |
| ○    | 永木健二                 | 2R 2:56 KO（右フック）                  | Bayside FIGHT                                                       | 2013年9月1日   |
| ×    | 佐藤洋一郎               | 5分2R終了 判定1-2                       | 修斗 2013年第2戦                                                    | 2013年3月16日  |
| ○    | 窪田幸生                 | 5分2R終了 判定2-1                       | PANCRASE 245                                                        | 2013年2月3日   |
| ×    | 田村ヒビキ               | 5分3R終了 判定0-3                       | 修斗 〜東日本大震災復興支援チャリティ〜                             | 2012年9月30日  |
| －   | エドワード・ファロウ     | ノーコンテスト（両者負傷）              | GRACHAN 6                                                           | 2012年6月16日  |
| ×    | 鈴木槙吾                 | 1R 0:20 KO（スタンドパンチ連打）        | PANCRASE 2012 PROGRESS TOUR                                         | 2012年3月11日  |
| ×    | 大類宗次朗               | 5分2R終了 判定0-3                       | PANCRASE 2011 IMPRESSIVE TOUR                                       | 2011年10月2日  |
| ○    | 佐藤洋一郎               | 1R 0:42 TKO（ドクターストップ）         | CAGE FORCE                                                          | 2010年11月28日 |
| ×    | Yasubei榎本              | 2R 0:53 ブルドッグチョーク              | SRC14 【ウェルター級グランプリシリーズ2010 1回戦】                  | 2010年8月22日  |
| ○    | 村山暁洋                 | 1R 0:48 KO（右肘打ち）                  | CAGE FORCE                                                          | 2010年4月11日  |
| ○    | 久保輝彦                 | 1R 3:57 TKO（ドクターストップ）         | DEEP CAGE IMPACT 2009                                               | 2009年12月19日 |
| ×    | 久米鷹介                 | 5分2R終了 判定0-3                       | 修斗 SHOOTO GIG CENTRAL Vol.19                                      | 2009年10月25日 |
| ○    | 杉浦"C坊主"博純          | 1R 3:30 KO（スタンドパンチ連打）        | 修斗 SHOOTING DISCO 10 〜TWIST & SHOOTO〜                           | 2009年9月20日  |
| ○    | 高橋圭典                 | 1R 1:56 KO（パウンド）                  | 修斗 SHOOTING DISCO 9 〜スーパーマン〜                              | 2009年6月6日   |
| ×    | 九十九優作               | 3分3R終了 判定0-3                       | CAGE FORCE EX -eastern bound-                                       | 2009年2月28日  |
| ○    | 圭太郎                   | 1R 1:30 TKO（パウンド）                 | CAGE FORCE 09                                                       | 2008年12月6日  |

### アマチュア総合格闘技
| 勝敗 | 対戦相手       | 試合結果                       | 大会名                                                   | 開催年月日     |
| ○    | マコ・ドラゴン | 1R 1:22 TKO（パウンド）        | DEEP 37 IMPACT フューチャーファイト                      | 2008年8月17日  |
| ×    | 佐藤洋一郎     | 失格（大会規定違反）           | 第14回全日本アマチュア修斗選手権大会 【ミドル級 準決勝】 | 2007年9月23日  |
| ○    | 冨田昌信       | 3:15 TKO（レフェリーストップ） | 第14回全日本アマチュア修斗選手権大会 【ミドル級 2回戦】  | 2007年9月23日  |
| ○    | 相良正幸       | 4分1R終了 判定25-20            | 第14回全日本アマチュア修斗選手権大会 【ミドル級 1回戦】  | 2007年9月23日  |
| ○    | 近藤定男       | 1R 1:01 腕ひしぎ十字固め       | 大宮フリーファイト54                                     | 2006年12月23日 |

### キックボクシング
| 勝敗 | 対戦相手         | 試合結果                 | 大会名                                             | 開催年月日    |
| ×    | フー・ガオフォン | 1R 1:18 KO（左フック）   | Krush.90                                           | 2018年7月22日 |
| ×    | 藤田智也         | 2R 1:28 KO（ローキック） | J-NETWORK「J-FIGHT in SHINJUKU〜vol.22〜」         | 2011年7月10日 |
| ×    | 小澤和樹         | 3R終了 判定0-3           | REBELS.7 【M-1ライトヘビー級王座次期挑戦者決定戦】 | 2011年4月24日 |
| ○    | 鈴木悟           | 2R 0:16 KO（右フック）   | J-NETWORK「Let's Kick with J the 4th」             | 2008年10月3日 |

### グラップリング
| 勝敗 | 対戦相手     | 試合結果          | 大会名                                                   | 開催年月日    |
| ×    | 山田崇太郎   | 2:33 アームロック | DEEP X 02 【リアルキングトーナメント 76kg以下級 準決勝】 | 2007年12月2日 |
| ○    | イ・スンジェ | ポイント2-0       | DEEP X 02 【リアルキングトーナメント 76kg以下級 1回戦】  | 2007年12月2日 |

## 獲得タイトル
- 全日本サンボ選手権 74kg級 優勝（2006年）
- 第6代HEAT総合ルール ウェルター級王座（2014年）